# Yael Grobglas
Yael Grobglas (en hébreu : יעל גרובגלס), née le 31 mai 1984 à Paris, est une actrice israélo-française.
Elle est principalement connue pour avoir joué, à la télévision, dans la série dramatique Reign : Le Destin d'une reine (2013-2014) et dans la série comique Jane the Virgin (2014-2019).

## Biographie

### Enfance et formation
Yael Grobglas est née à Paris. Son père, Jean-Pierre Grobglas, est issu d'une famille juive française et sa mère, Eva, vient d’Autriche et s'est convertie au judaïsme.
En 1986, alors qu'elle a 2 ans, sa famille déménage en Israël, et réside ensuite à Ra'anana. Sa passion pour les arts se manifeste rapidement. Adolescente, elle étudie différents styles de danse et rejoint un groupe de danse professionnelle.
Elle est diplômée de l'école « SELA - The Performing Arts Studio » fondée par Yoram Loewenstein à Tel Aviv pour sa formation en tant qu'actrice. Elle a également eu une brève carrière dans le mannequinat et a participé à un certain nombre de défilés et campagnes publicitaires.
Le 22 septembre 2019, elle annonce être enceinte via son compte Instagram. Le 17 janvier 2020, elle annonce via son compte Instagram avoir donné naissance à une fille prénommée Arielle.

### Carrière

#### Débuts et révélation israélienne
Son premier rôle majeur a été dans les trois saisons de la série télévisée israélienne de science-fiction Ha'yi, de 2007 à 2009, qui lui permet d'acquérir une certaine notoriété chez un public essentiellement constitué d'adolescents,.
En 2010, elle joue dans son premier long métrage, Rabies, un film d'horreur israélien récompensé par plusieurs festivals du cinéma indépendant et notamment présenté au Festival du film de Tribeca.
Entre 2011 et 2012, elle continue d'intervenir à la télévision, dans des rôles réguliers ou d'invitée dans plusieurs séries télévisées israéliennes, comme la mini série dramatique Yehefim et la série fantastique Hatsuya.
En 2013, elle devient un personnage récurrent lors de la saison 1 de la série télévisée américaine Reign : Le Destin d'une reine dans le rôle de Olivia d'Amencourt. La série est diffusée depuis le 17 octobre 2013 sur The CW. Toujours en partenariat avec la même chaîne, elle est supposée incarner l'un des personnages principaux de la série fantastique The Selection, mais le pilote n'est finalement pas retenu.

#### Révélation télévisuelle

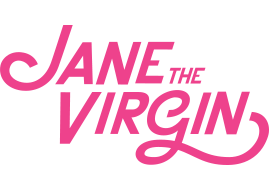
Logo de la série télévisée Jane the Virgin.

En 2014, elle décroche alors le rôle de Petra Solano, l'un des personnages principaux de la série télévisée américaine Jane the Virgin. La série démarre le 13 octobre 2014 et elle est diffusée sur le réseau The CW.
Cette série comique et déjantée est adaptée d'une telenovela vénézuélienne, Juana la Virgen, qui met en scène la vie torturée de Jane Villanueva, une jeune femme qui subit, par accident, une insémination artificielle et doit alors gérer cette grossesse imprévue. Elle est plébiscitée par la critique, qui en fait le premier show du réseau CW récompensé aux Golden Globes.
Le célèbre quotidien Time souligne l'interprétation de l'actrice qui « a transformé Petra en l'un des méchants comiques les plus amusants de la télévision. Les fans adorent la haïr mais elle montre aussi un côté plus léger, apprécié. ».
En 2015, elle porte le film d'horreur israélien JeruZalem, qui divise largement la critique mais est tout de même récompensé lors du Festival international du film de Jérusalem et par le prix du jury lors du Festival international du film fantastique de Gérardmer, en 2016. La même année, elle intervient dans la série télévisée Crazy Ex-Girlfriend, le temps d'un épisode.
En 2017, elle rejoint la troisième saison de Supergirl pour incarner le personnage Psi, une méta-humaine qui va causer des problèmes à l'héroïne. L'année suivante, elle fait partie de la distribution principale du film dramatique Interview avec Dieu, aux côtés des acteurs Brenton Thwaites et David Strathairn.
En 2019, Jane the Virgin s'arrête au bout de cinq saisons et cent épisodes.

## Filmographie

### Cinéma

#### Courts métrages
- 2016 : Grace Note d'Alexander H. Gayner : Thea

#### Longs métrages
- 2010 : Rabies (Kalevet) d'Aharon Keshales et Navot Papushado (en) : Shir
- 2015 : JeruZalem de Doron Paz et Yoav Paz : Rachel Klein
- 2018 : Interview avec Dieu de Perry Lang : Sarah Asher

### Télévision

#### Séries télévisées
- 2007 - 2009 : Ha'yi : Ginny (76 épisodes)
- 2011 - 2012 : Hatsuya : Noy (45 épisodes)
- 2011 : Yehefim (mini-série) : Jane (saison 1, épisodes 1 à 6)
- 2012 : Tanoochi : Gabby Bar Lev (saison 1, épisodes 1 et 2)
- 2012 : Sabri Maranan : Matrufka (saison 2, épisodes 14 et 17)
- 2013 : The Selection : America Singer (pilote non retenu[13])
- 2013 - 2014 : Reign : Le Destin d'une reine : Olivia D'Amencourt (saison 1, 7 épisodes)
- 2014 - 2019 : Jane the Virgin : Natalia « Petra » Andel Solano / Anezka Andel Achuletta (rôle principal - 99 épisodes)
- 2015 : Ha-Pijamot : Amit (saison 9, épisode 4)
- 2016 : Crazy Ex-Girlfriend : Trina (saison 2, épisode 4)
- 2017 - 2018 : Supergirl : Gayle Marsh / Psi (saison 3, épisodes 2 et 11)

### Clip vidéo
- 2011 : Say You Like Me de We the Kings : la fille